# Filozofie nábytku
Filosofie nábytku (anglicky „The Philosophy of Furniture“) je esej napsaná americkým spisovatelem a literárním teoretikem Edgarem Allanem Poem a vydaná v roce 1840. Týká se dekorací interiéru.
Literární dílo poukazuje na špatný vkus a nevhodně zařízený interiér mnoha amerických domů způsobený snahou upozornit v prvé řadě na bohatství majitele.
Česky vyšla esej v knize Krajina stínů z roku 1998.

## Historie vydání

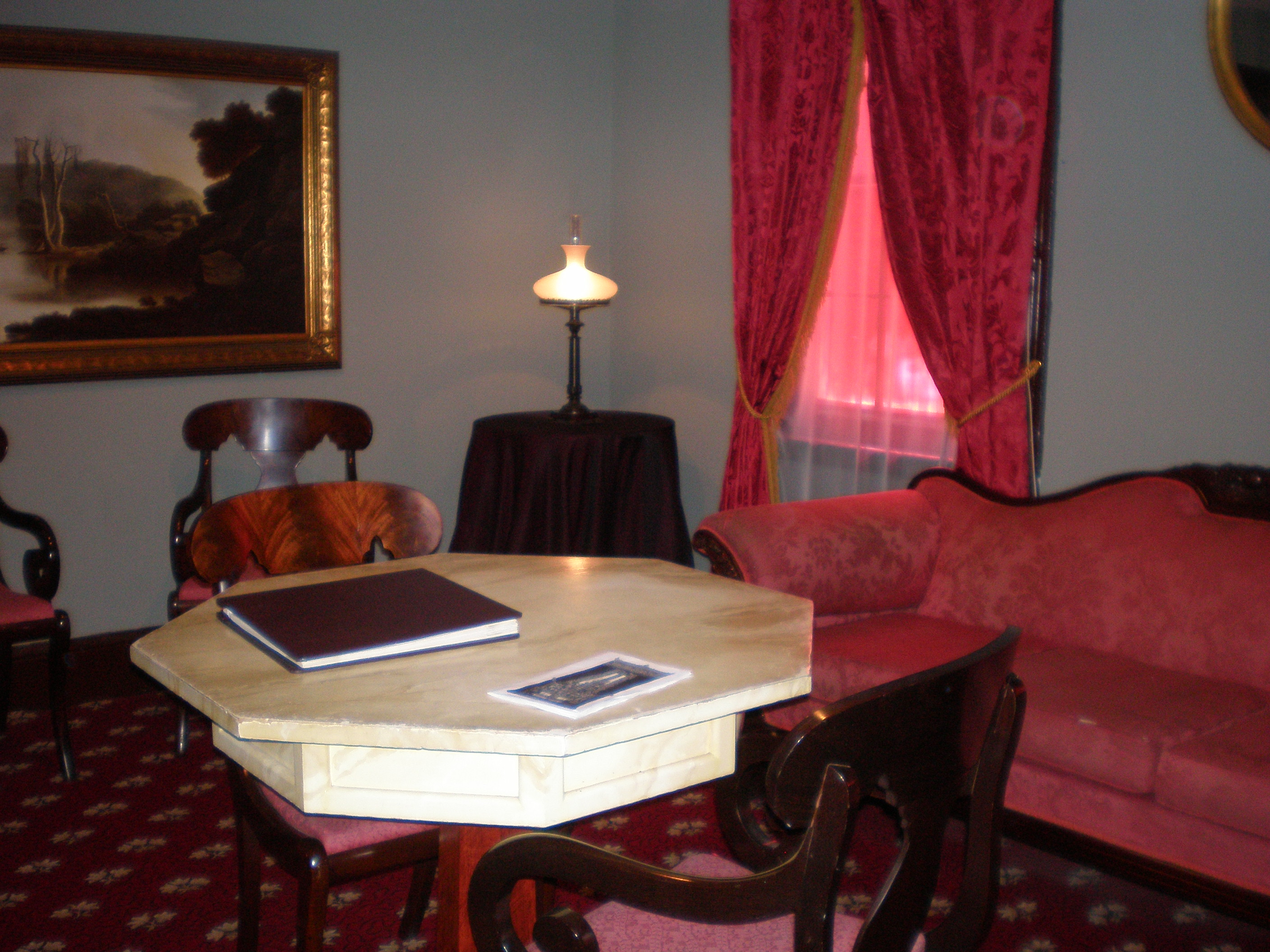
Studovna v muzeu E. A. Poea v Pensylvánii vybavená dle eseje „The Philosophy of Furniture“.

Esej „The Philosophy of Furniture“ byla poprvé otištěna v časopise Burton's Gentleman's Magazine v květnu 1840. Znovu vyšla v periodiku Broadway Journal v květnu 1845 pod názvem „House of Furniture“.

## Esej
Esej začíná charakteristikou jednotlivých národností v otázce vnitřní výzdoby. O Angličanech tvrdí, že drží (na rozdíl od architektury exteriéru) absolutní primát, Italové mají cit pro mramor a barvy, Francouzi sice mají smysl pro estetiku, ale nedokáží jej plně využít. Číňané společně s dalšími východními národy mají v této oblasti jistou fantazii, zatímco Skotové nikoliv. Holanďané tuší, že záclona není správným symbolem majetku kdežto Španělé – národ katů, který své oběti věší mají záclony všude. Rusové nábytek nemají, Hotentoti a Kikapuové se činí v rámci možností, pouze Yankeeové jsou k smíchu.
Příčina je jednoduchá – Američané nemají dlouhou historii a aristokratické rody, tudíž si aristokracii vytvářejí pomocí peněz. Vystavování bohatství na odiv tedy nahrazuje okázalost starobylých monarchií.
Například v Anglii není běžné, aby dojem krásy vytvářelo výlučně drahé příslušenství, v této zemi není bohatství nejvyšší možnou ambicí a neslouží vznešenosti. Šlechta je omezena v striktních hranicích obecně uznávaného vkusu a nenachází zalíbení v přehnané velkoleposti.
Umělec či esteticky založený člověk se zhrozí, spatří-li interiér domu, jemuž se v USA říká dobře zařízený byt. Největším nedostatkem bývá absence péče. Lze vidět špatný vkus při volbě barev a výběru nábytku, jehož uspořádání často uráží zrak. Obdobně nevhodná kritéria převládají při volbě záclon, koberců, tapiserií a zrcadel.
Samostatnou kapitolou je sklo. Snaha dosáhnout lesku, zanícená touha po blyštivosti se zcela míjí účinkem, dokáže zaujmout jen děti a idioty. Nepřípustné je dokonce stabilní silné světlo.
To, že člověk s velkým bohatstvím v kapse obvykle mívá přízemního ducha je neblahým důsledkem honby za dolary. Ruku v ruce s tímto jevem jde špatný vkus.
V závěru eseje autor popisuje svou představu ideální místnosti.

## Ideální pokoj dle E. A. Poea

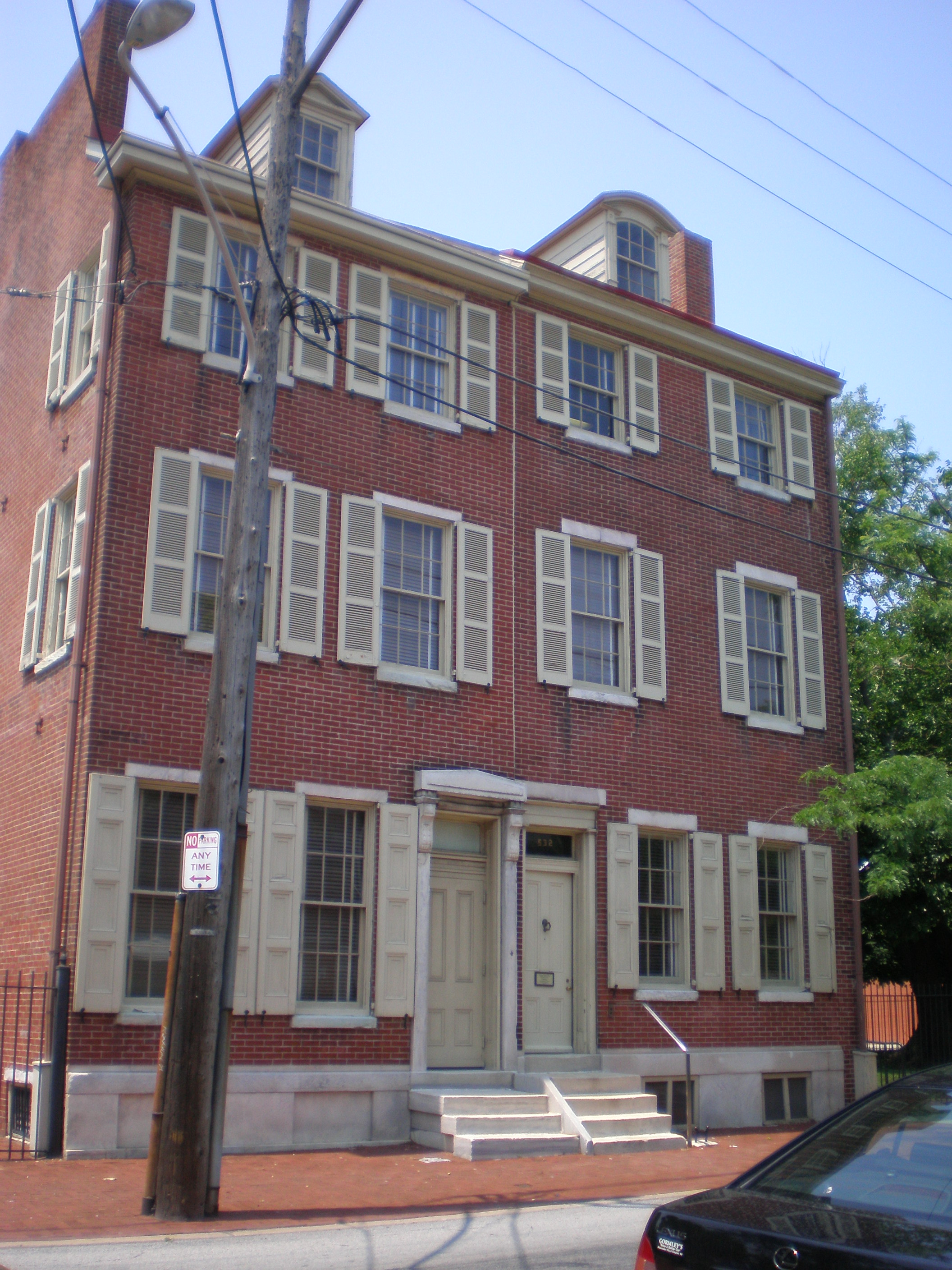
Exteriér domu, jenž slouží jako muzeum E. A. Poea v Pensylvánii – E. A. Poe National Historic Site.

Místnost by měla být obdélníková, 30 krát 25 stop. Tento tvar skýtá výhodné možnosti pro vybavení nábytkem. Jsou zde jediné dveře (v žádném případě příliš široké) a dvě rozměrná okna ve výklencích sahající až k podlaze. Jejich tabulky jsou zhotoveny z karmínově zbarveného skla. Výklenky zdobí těžké závěsy lemované stříbrným brokátem. Barvy závěsů a jejich lemování se objevují v celém pokoji v hojném množství – určují jeho ráz. Na podlaze leží vlněný koberec, jehož karmínové pozadí doplňuje zlatá nit. Stěny jsou vytapetovány ve stříbrošedém tónu a oživují je mnohé obrazy, například portréty ve stylu Sullyho. Žádný obraz není malý. Nenacházejí se zde žádné „blyštivé efekty“. Pokoj působí klidným dojmem. Místnost doplňuje téměř kruhové zrcadlo. Mimo dvou lehkých růžových židlí jsou zde dvě rozměrné pohovky rovněž z růžového dřeva. Místnost zdobí i otevřené koncertní křídlo a osmihranný stůl z vzácného mramoru – obé bez přehozu. V rozích pokoje stojí 4 velké vázy s čerstvými květinami. Na policích spočívají dvě tři stovky vázaných knih. Ze stropu visí na jediném tenkém zlatém řetězu argandská lampa s jednobarevným karmínovým stínítkem a osvětluje místnost tajemným svitem.